# Pleurothallis simacoana
Pleurothallis simacoana är en orkidéart som beskrevs av Rudolf Schlechter. Pleurothallis simacoana ingår i släktet Pleurothallis och familjen orkidéer. Inga underarter finns listade i Catalogue of Life.